# Landtag di Vienna
Il Landtag di Vienna (in lingua tedesca: Wiener Gemeinderat und Landtag, letteralmente Dieta statale e Consiglio comunale di Vienna) è l'assemblea legislativa monocamerale dello stato federato austriaco di Vienna. La sede del parlamento è il municipio di Vienna.